# Puchheim
Puchheim este o comună din landul Bavaria, Germania.